# Bolitoglossa pandi
Espèce
Statut de conservation UICN

 EN B1ab(iii) : En danger
Bolitoglossa pandi est une espèce d'urodèles de la famille des Plethodontidae.

## Répartition
Cette espèce est endémique du département de Cundinamarca en Colombie. Elle n'est connue que dans la municipalité de Pandi, à environ 1 300 m d'altitude.

## Description

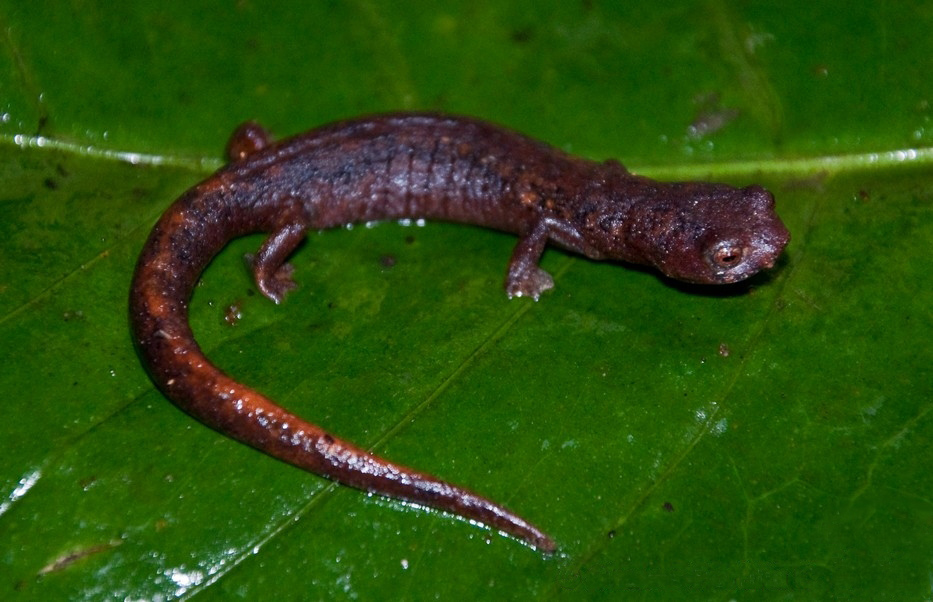
Bolitoglossa pandi.

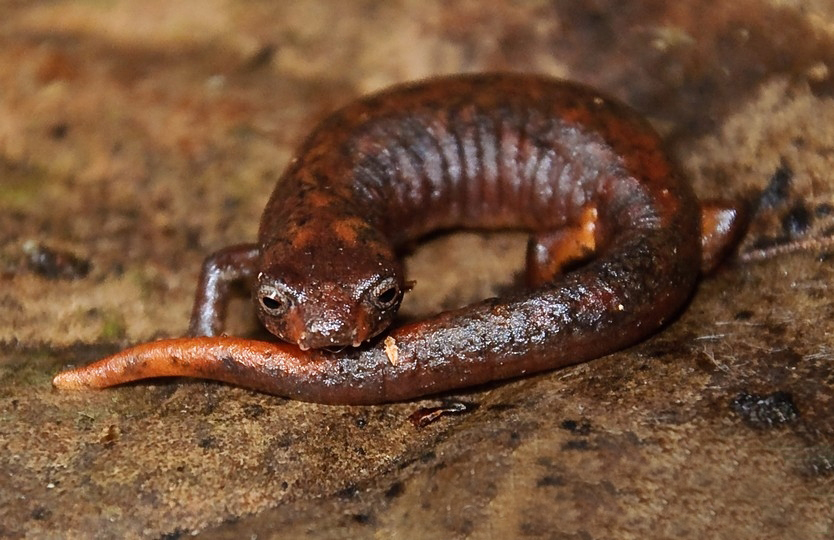
Bolitoglossa pandi

La femelle holotype mesure 50,4 mm de longueur standard.

## Étymologie
Cette espèce est nommée en référence au lieu de sa découverte, Pandi.

## Publication originale
- Brame & Wake, 1963 : The salamanders of South America. Contributions in Science. Natural History Museum of Los Angeles County, no 69, p. 1-72 (texte intégral).